# Tsopaget
Tsopaget (armeniska: Ծոփագետ), eller Banosjistsqali (georgiska: ბანოშისწყალი), är en flod i Armenien och Georgien. Den rinner upp i provinsen Lori i norra Armenien och flyter åt nordost in i södra Georgien, i regionen Nedre Kartlien, där den mynnar som vänsterbiflod i Debed.